# جوديث وارنر
جوديث وارنر (بالإنجليزية: Judith Warner)‏ هي كاتِبة أمريكية، ولدت في 4 يوليو 1965.